# 6.º Distrito Congressional do Alabama
O 6º Distrito Congressional do Alabama é um dos 7 Distritos Congressionais do Estado norte-americano do Alabama, segundo o censo de 2000 sua população é de 635.300 habitantes.
Fica ao Leste deste Estado e inclui os condados de:
- Chilton
- Bibb
- Shelby
- St. Clair
- Jefferson
- Tuscaloosa
- Coosa